# 詹國俊
詹國俊（1988年12月16日—），上海人，中國男子排球運動員，亦為中國國家男子排球隊成員，身高1.97米，司職二传，現時效力於上海金色年華男排。

## 运动生涯
詹国俊是上海男排近年来培养出的年轻二传，詹国俊初生牛犊不怕虎，头脑清醒，调度大胆，处理球冷静显示出超越其年龄的成熟，发球和拦网有优势，但他脚步移动偏慢，调整传球有时偏慢。由于在2010-2011赛季中國男子排球联赛中表现出色，詹国俊被周建安招入国家队。
2011年随队参加了世界杯，获得第11名。2011-2012赛季中國男子排球联赛，詹国俊出色的组织帮助上海男排卫冕联赛冠军。2012年，詹国俊再度入选国家队集训为伦敦奥运会资格做最后一搏。